# Cúp quốc gia Scotland 1893–94
 Cúp quốc gia Scotland 1893–94 là mùa giải thứ 21 của giải đấu bóng đá loại trực tiếp uy tín nhất Scotland. Chức vô địch thuộc về Rangers khi đánh bại Celtic 3-1 trong trận Chung kết.

## Lịch thi đấu
| Vòng      | Ngày thi đấu đầu tiên | Số trận đấu | Số đội tham gia |
| --------- | --------------------- | ----------- | --------------- |
| Vòng Một  | 25 tháng 11 năm 1893  | 16          | 32 → 16         |
| Vòng Hai  | 16 tháng 12 năm 1893  | 8           | 16 → 80         |
| Tứ kết    | 13 tháng 1 năm 1894   | 4           | 8 → 4           |
| Bán kết   | 3 tháng 2 năm 1894    | 2           | 4 → 2           |
| Chung kết | 10 tháng 2 năm 1894   | 1           | 2 → 1           |

## Vòng Một
| Đội nhà               | Tỉ số  | Đội khách           |
| --------------------- | ------ | ------------------- |
| Abercorn              | 2 – 1  | Fifth KRV           |
| Albion Rovers         | 6 – 0  | Black Watch         |
| Broxburn Shamrock     | 3 – 8  | Arbroath            |
| Cambuslang Hibernian  | 3 – 2  | East Stirlingshire  |
| Celtic                | 6 – 0  | Hurlford            |
| Grangemouth           | 1 – 7  | Renton              |
| Kilmarnock            | 1 – 3  | St Bernard's        |
| King's Park           | 2 – 5  | Clyde               |
| Linthouse             | 1 – 5  | Queen's Park        |
| Orion                 | 2 – 11 | Leith Athletic      |
| Port Glasgow Athletic | 7 – 5  | Airdrieonians       |
| Rangers               | 8 – 0  | Cowlairs            |
| St Mirren             | 1 – 0  | Heart of Midlothian |
| Third Lanark          | 9 – 3  | Inverness Thistle   |
| Thistle               | 1 – 3  | Battlefield         |
| Vale of Leven         | 1 – 2  | Dumbarton           |

## Vòng Hai
| Đội nhà      | Tỉ số | Đội khách             |
| ------------ | ----- | --------------------- |
| Arbroath     | 0 –3  | Queen's Park          |
| Battlefield  | 3 – 3 | Abercorn              |
| Celtic       | 7 – 0 | Albion Rovers         |
| Clyde        | 6 – 0 | Cambuslang Hibernian  |
| Dumbarton    | 1 – 3 | St Bernard's          |
| Rangers      | 2 – 0 | Leith Athletic        |
| Renton       | 2 – 2 | Port Glasgow Athletic |
| Third Lanark | 3 – 2 | St Mirren             |

### Đá lại
| Đội nhà  | Tỉ số | Đội khách             |
| -------- | ----- | --------------------- |
| Abercorn | 3 –0  | Battlefield           |
| Renton   | 1 –3  | Port Glasgow Athletic |

## Tứ kết
| Đội nhà      | Tỉ số | Đội khách             |
| ------------ | ----- | --------------------- |
| Abercorn     | 3 – 3 | Queen's Park          |
| Celtic       | 8 – 1 | St Bernard's          |
| Clyde        | 0 – 5 | Rangers               |
| Third Lanark | 2 – 1 | Port Glasgow Athletic |

### Đá lại
| Đội nhà      | Tỉ số | Đội khách |
| ------------ | ----- | --------- |
| Queen's Park | 3 – 3 | Abercorn  |

### Đá lại lần 2
| Đội nhà      | Tỉ số | Đội khách |
| ------------ | ----- | --------- |
| Queen's Park | 2 – 0 | Abercorn  |

## Bán kết
| Đội nhà      | Tỉ số | Đội khách    |
| ------------ | ----- | ------------ |
| Rangers      | 1 – 1 | Queen's Park |
| Third Lanark | 3 – 5 | Celtic       |

### Đá lại
| Đội nhà | Tỉ số | Đội khách    |
| ------- | ----- | ------------ |
| Rangers | 3 – 1 | Queen's Park |

## Chung kết
| Rangers | 3 – 1 | Celtic |
| ------- | ----- | ------ |
|         |       |        |